# ラバルナ1世
ラバルナ1世（Labarna I、? - 紀元前1565年頃）は、ヒッタイトの大王。ヒッタイト古王国初代の王。

## 経歴
彼の出自はよくわかっていない。名前とされる「ラバルナ」（「タバルナ」と読む説もある）も、本名なのか王としての称号なのかも不明である。ただのちのヒッタイト王は「大王」という意味で代々「ラバルナ」を名乗るようになる。また次代のハットゥシリ1世と同一人物で、単に改名の前後の違いだとする説もあるが、それぞれについての文字史料に差が見られるため、別々の人物とする見方が強い。それはラバルナの文書には冒頭に必ず「国土は小さかった」（が、ラバルナが大きくした・・・と続く）と常套句のように告げられるのに対し、ハットゥシリの文書にはこの文句が見られず、ラバルナによる征服の結果、ハットゥシリが即位した時にはすでに大きな国土を得ていたと解釈されうるからである。ただしこの時代についての史料はいずれも後世のヒッタイト人が筆写したものであるため、一人物の称号であるラバルナと個人名であるハットゥシリを別々の人物と勘違いしたとする説も捨てがたく、なお議論は続くと思われる。
ラバルナは祖先と同じくクッシャラを首都としていた。クッシャラはどこに位置したのかは不明だが、クズルウルマクの南にあると推定されている。ラバルナはクッシャラを拠点にフプシナ、トゥワヌワ、ネナッサ、ランダ、ザッララ、プルシュアンダ、ルスナを征服し、それぞれに自分の息子を支配者として送り込んだという。また後世のテリピヌが伝えるところでは「彼は敵を海にまで追いやった（＝国境を広げた）」とされるため、地中海あるいは黒海まで領土を広げたとも考えられる。こうして彼によりヒッタイト王国が建国され、彼以降を「ヒッタイト古王国」と呼ぶ。
紀元前1565年頃にラバルナは死去し、王妃タワナンナのいとこであるハットゥシリ1世が跡を継いだという。上記の通りラバルナには7人の息子がいたと記録されているため、この継承は異様な背景を思わせる。

## 文献
- Bryce, Trevor, The Kingdom of the Hittites, Clarendon, 1998

## 注
1. ↑  家族名であった「カエサル」が一般名詞化して君主号になった経緯に似ている